# 諾基亞5700 XpressMusic
諾基亞5700(Nokia 5700 XpressMusic)，是手機生產商諾基亞旗下的一款音樂手機，於2007年4月推出。其最大特點是鍵盤部分可以扭動。